# Liliane Tiger

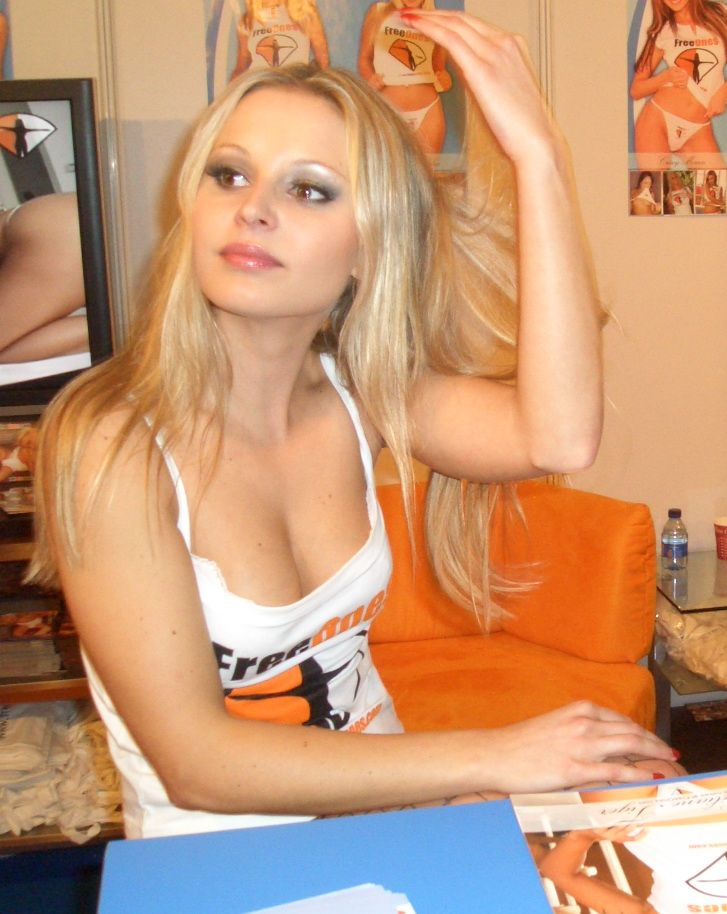
Liliane Tiger

Liliane Tiger (sinh ngày 13 tháng 3 năm 1985 tại thủ đô Praha của Séc) là một nữ diễn viên phim khiêu dâm gợi cảm người Séc. Cô bắt đầu sự nghiệp của mình bằng một vai diễn trong bộ phim 4 Casting Couch của đạo diễn Pierre Woodman vào năm 2003.

## Phim đã tham gia
- Multiple POV 2 (2003)
- Gangland 51 (2004)
- Euro Angels Hardball 24 (2004)
- Cum Filled Asshole Overload 1 (2004)
- Internal Cumbustion 7 (2005)
- Rocco Ravishes Ibiza 2 (2005)
- Rocco's More Sluts In Ibiza (2006)

## Giải thưởng
- Năm 2005: Giải thưởng AVN 2005 - được đề cử hạng mục nữ diễn viên nước ngoài xuất sắc của năm
- Năm 2006 Giải thưởng AVN - được đề cử Nữ nước ngoài của năm
- Năm 2007 - được đề cử giải thưởng AVN - Cảnh quay xuất sắc của phim nước ngoài
- Năm 2007 - được đề cử giải thưởng AVN - nữ diễn viên nước ngoài của năm
- Năm 2008 - được đề cử giải thưởng AVN - nữ diễn viên nước ngoài của năm